# Marx-Studien
Marx-Studien bio je niz publikacija koje su se bavile marksističkom teorijom. Izdavali su ih u Beču od 1904. do 1923. Max Adler i Rudolf Hilferding. Bibliografski niz obuhvaća mnoge od najvažnijih teorijskih radova austromarksizma.
Izdavači niza u predgovoru prvog izdanja najavili su da će ostati odani Karlu Marxu, ali da neće dogmatizirati marksizam. Teorijske perspektive niza bile su sinteza neokantijanizma i marksizma.

## Pregled
- Svezak 1 (1904.):
  - Rudolf Hilferding: Böhm-Bawerks Marx-Kritik
  - Josef Karner (to je Karl Renner): Die soziale Funktion der Rechtsinstitute
  - Max Adler: Kausalität und Teleologie im Streite um die Wissenschaft

- Svezak 2 (1907., 2. izdanje 1924.):
  - Otto Bauer: Die Nationalitätenfrage und die Sozialdemokratie

- Svezak 3 (1910.):
  - Rudolf Hilferding: Das Finanzkapital
  - Tatiana Grigorovici: Die Wertlehre von Marx und Lasalle

- Svezak 4/I (1918.):
  - Max Adler: Die sozialistische Idee der Befreiung bei Karl Marx
  - Gustav Eckstein: Der Marxismus in der Praxis
  - Karl Kautsky: Kriegsmarxismus

- Svezak 4/II (1922.):
  - Max Adler: Die Staatsauffassung des Marxismus. Ein Beitrag zur Unterscheidung von soziologischer und juristischer Methode

- Svezak 5/I (1923.):
  - Otto Leichter: Die Wirtschaftsrechnung in der sozialistischen Gesellschaft

1971. godine izašao je pretisak niza u izdanju Detleva Auvermanna u Glashüttenu/Taunus.